# みやざこ夏穂
みやざこ 夏穂（みやざこ なつほ、1964年〈昭和39年〉11月28日 - ）は、日本の男性俳優、声優、元子役。福井県出身。劇団民藝所属
。本名、旧芸名は宮廻 夏穂（読みは同じ）。

## 来歴
國學院大學文学部卒業。
1984年、劇団民藝に入団。
1987年舞台『ヴィシーでの出来事』にて留置人役でデビュー。

## 人物
方言は阿波(徳島)弁。
特技は三線、英信流居合道、東京都中学一級、高校二級普通教員免許。

## 出演

### テレビドラマ
- パパと呼ばないで 第36話「千春を引取ります」（1973年） -チビ役 千春の友人
- 天まであがれ（1974年 - 1975年） - 英樹 役
- 破れ傘刀舟悪人狩り 第31話「仇討ち馬子唄」（1975年）
- 大江戸捜査網 第3シリーズ
  - 第86話「傷だらけの十手」（1975年）
  - 第220話「人質救出の罠」（1978年）
- 少年探偵団 第11話「地獄のエスソシスト」（1975年） - 平林真一 役
- どてらい男  （１975年- 1976年） - 木下ひさお（闇屋の子）後に天守産業の従業員 役
- 非情のライセンス 第2シリーズ 第69話 「兇悪の妻の座」（1976年） - 長瀬正太 役
- 少年ドラマシリーズ（NHK）
  - 風の又三郎（1976年）
  - 家族天気図（1980年） - 森岡光彦 役
- 江戸特捜指令 第19話「妖鬼! 幽霊男の能面が笑った」（1977年）
- ああ、お父ちゃん（1978年10月1日・8日、関西テレビ） - 伸一 役
- ハンチョウ〜神南署安積班〜 シリーズ3最終話（2010年9月20日） - 荻島吾郎刑事 役
- 金曜プレステージ「浅見光彦シリーズ48・幻香」（2013年） - 畑野刑事 役
- 土曜ワイド劇場「森村誠一の終着駅シリーズ27・悪の魂」（2013年）

### 吹き替え
- アナトミー2
- ER緊急救命室
  - シーズンXIII #23（カイル〈カイル・デイヴィス〉）
  - シーズンXIV #17（ディターノ警部〈ソニー・マリネリ〉）
- エリザベス1世 〜愛と陰謀の王宮〜
- オルガミ〜罠（トンウ）
- 黒い家 エンジビル（チョン・ジュノ〈ファン・ジョンミン〉）
- S.W.A.T.（T・J・マッケイブ[3]）
- チャームド〜魔女3姉妹〜（ダン・ゴードン）
- 捕虜大隊 シュトラフバット
- 道理の枝
- 宮廷女官チャングムの誓い
- 真相 - Truth Be Told
- バトルフィールド・アース
- Titans/タイタンズ
- NCIS: ハワイ
- カールの絵画教室
- モナーク: レガシー・オブ・モンスターズ
- Your Honor/追い詰められた判事
- 預言者ラエル：異星人からのメッセージ
- アンフロステッド: ポップタルトをめぐる物語
- 未解決ミステリー
- ザ・カムバック：2004ボストン・レッドソックス
- キラーズ・ゲーム
- リクルート
- フィアー・ストリート プロムクイーン

### テレビアニメ
- 蟲師 続章（真澄の父）

### 舞台
- オットーと呼ばれる日本人（2024年、瀬川[4]）
- そぞろの民（2025年[5]）